# Гърго Мартич
Гърго Мартич (на хърватски: Grgo Martić) е босненски и хърватски францискански монах, преводач, поет и писател на произведения в жанра исторически роман, лирика, мемоари и исторически изследвания.

## Биография и творчество
Гърго Мартич е роден на 22 януари 1822 г. в село Растовача, Османска империя (сега Босна и Херцеговина), в семейство с шест деца. Баща му умира докато е малък и той е отгледан от чичо си. През 1834 г. постъпва в училището във Францисканския манастир „Света Екатерина“ в Крешево и до 1838 г. живее там. После до 1844 г. учи в гимназията в Пожега, и следва теология в Загреб и Пеща. По време на следването си в Загреб се запознава с Людевит Гай, Вякослав Бабукич, Станко Враз, Богослав Шулек, и други видни илирийци, чиито идеи възприема и по-късно ще приложи на практика.
Ръкоположен е за свещеник на 24 декември 1844 г. и служи в Крешево и Осова три години. През 1847 г. открива училище в Крешево и гимназия в Сараево. В периода 1851 – 1879 г. е свещеник на Римокатолическата църква в Сараево, а от 1879 г. до смъртта си е монах във францисканския манастир „Света Екатерина“ в Крешево. Прекарва по-голямата част от живота си в Босна, където се застъпва за правата на хърватските католици в Босна и Херцеговина.
Превежда произведения на Омир, Жан Расин, Лев Толстой и Гьоте на хърватски език. Освен хърватски той говори латински, италиански, френски, турски, унгарски и немски език.
Пише редица исторически произведения – едно от най-известните е романът му „Osvetnici“ (Просветителите), посветен на борбата на балканските славяни срещу господството на Османската империя.
Среща се с бъдещия албански писател Герг Фищ и става негов ментор заедно с хърватския писател Силвие Крънчевич.
В младостта си Мартич активно подкрепя илирийското движение, но по-късно започва да вижда в него великосръбски тенденции и започва да поддържа присъединяването на Босна и Херцеговина към бъдещата хърватска държава, която ще се създаде след разпада на Австро-Унгария.
Като енорийски свещеник в Сараево през 1856 г. става представител на Францисканската провинция Босна Сребрена за връзки с Турция и консулските власти. По време на Източната криза в края на 70-те години в контакт с бан Йосип Йелачич, от когото получава като подарък резбован меч и нож, скрит в бастун, които се пазят в Крешевския манастир. След анексията на Босна от Австро-Унгария в 1878 година, става едно от най-доверените лица на австро-унгарското правителство в Босна и Херцеговина, но когато стана ясно, че Виена отказва да обедини областта с Хърватия, той се оттегля разочарован от политическия живот.
Гърго Мартич умира на 30 август 1905 г. в Крешево, Австро-Унгария (сега Босна и Херцеговина).
Авторът е увековечен с поставянето на паметници в Загреб и Пожега. Паметникът в Пожега е във формата книга с негова патриотична мисъл – „Тежко е на един народ без братска любов, както на Босна без хърватската земя“. Площадът пред катедралата в Сараево носи неговото име. През 2006 г. на негово име е учредена литературна награда от Литературна фондация „Отец Гърго Мартич“ от Крешево, която се присъжда за непубликувани ръкописи.

## Произведения
- Slavodobitnica svijetlomu gospodaru Omer-paši (1852) – епична поема
- Narodne pjesme bosanske i hercegovačke I (1858) – с Иван Фран Юкич
- Osvetnici, I-III (1861/65), IV (1878), V (1881), VI (1881), VII (1883) – исторически роман
- Početni zemljopis za katoličke učionice u Bosni (1871)
- Putovanje u Dubrovnik iz Kreševa god. 1882 (1884) – епична поема
- Narodne pjesme o boju na Kosovu godine 1389 (1886)
- Obrana Biograda godine 1456. (1887) – исторически роман
- Pjesnička djela fra Grge Martića, 1 – 7 (1888)
- Pjesnička djela fra Grge Martića, I (1893)
- Zapamćenja/1829.-1878., po kazivanju autorovu zabilježio Janko Koharić (1906) – спомени на Гърго Мартич записани от Янко Кохарич